# Archidiecezja Bangi
Archidiecezja Bangi (łac. Archidioecesis Banguensis) – rzymskokatolicka archidiecezja w Republice Środkowoafrykańskiej, stojąca na czele metropolii Bangi.

## Historia
Początki administracji kościelnej w tym kraju rozpoczęły się 8 maja 1909 roku, gdy została ustanowiona prefektura apostolska Ubangi-Szari.
2 grudnia 1937 roku prefektura została podniesiona do godności wikariatu apostolskiego. 28 maja 1940 roku zmieniono nazwę na wikariat apostolski Bangi, i z części jego terytorium wydzielono prefekturę apostolską Berbérati.
14 września 1955 roku została erygowana archidiecezja i metropolia Bangi. Z terenów tej archidiecezji w następnych latach wydzielono diecezje: Bambari (1965), Mbaïki (1995) i Kaga-Bandoro (1997).
W sierpniu 1985 roku archidiecezję odwiedził w podróży apostolskiej papież Jan Paweł II, a listopadzie 2015 roku papież Franciszek.

## Biskupi diecezjalni
Prefekci apostolscy Oubangui Chari
1909–1915. Bp Pietro Cotel (C.S.Sp.)
1915–1927. Bp Giovanni Calloch (C.S.Sp.)
1928–1937. Bp Marcel-Auguste-Marie Grandin (C.S.Sp.)
Wikariusze apostolscy Oubangui Chari
1937–1940. Bp Marcel-Auguste-Marie Grandin (C.S.Sp.)
Wikariusze apostolscy Bangui
1940–1947. Bp Marcel-Auguste-Marie Grandin (C.S.Sp.)
1948–1955. Bp Joseph Cucherousset (C.S.Sp.)
Arcybiskupi metropolici diecezjalni
1955–1970. Abp Joseph Cucherousset (C.S.Sp.)
1970–2003. Abp Joachim N’Dayen
2003–2009. Abp Paulin Pomodimo
od 2009: kard. Dieudonné Nzapalainga (w latach 2009-2012 administrator)

## Parafie
W skład archidiecezji Bangi wchodzi 26 parafii.

- Bangi (katedra).
- Ouango (c.s.s.p.).
- Kassaï (św. Anny) (c.m.).
- Sica II
- Les Castors
- Lakouanga
- Yapele
- Fouh
- Bazanga
- Combattans
- Boy Rabe
- Galabadja
- Gobongo
- Bégoua
- Plateau
- Bimbo
- Petevo
- Kpetene
- Cattin
- Km 5
- S/p de Bossembele
- S/p de Boali
- S/p de Yaloké
- S/p de Damara
- S/p de Bogangolo

## Główne świątynie
- Katedra: Niepokalanego Poczęcia Najświętszej Maryi Panny w Bangi